# Death in Paradise
Death in Paradise é uma série de televisão britânica-francesa criada por Robert Thorogood, transmitida pelos canais BBC One e France 2. O programa é uma produção conjunta britânica e francesa, filmado nas ilhas caribenhas de Guadalupe.

## Elenco

### Elenco principal
- Ardal O'Hanlon como Jack Mooney (2017–)
- Danny John-Jules como Dwayne Myers (2011–)
- Joséphine Jobert como Florence Cassell (2015–)
- Tobi Bakare como JP Hooper (2015-)
- Élizabeth Bourgine como Catherine Bordey (2011–)
- Don Warrington como Selwyn Patterson (2011–)
- Ben Miller como Richard Poole (2011–14)
- Gary Carr como Fidel Best (2011–14)
- Sara Martins como Camille Bordey (2011–15)
- Kris Marshall como Humphrey Goodman (2014–17)

### Elenco recorrente
- Adrian Dunbar como Aidan Miles (2011)
- Morven Christie como Sally Goodman (2014)
- James Fox como Martin Goodman QC (2015)